# سياسة الطاقة في الهند

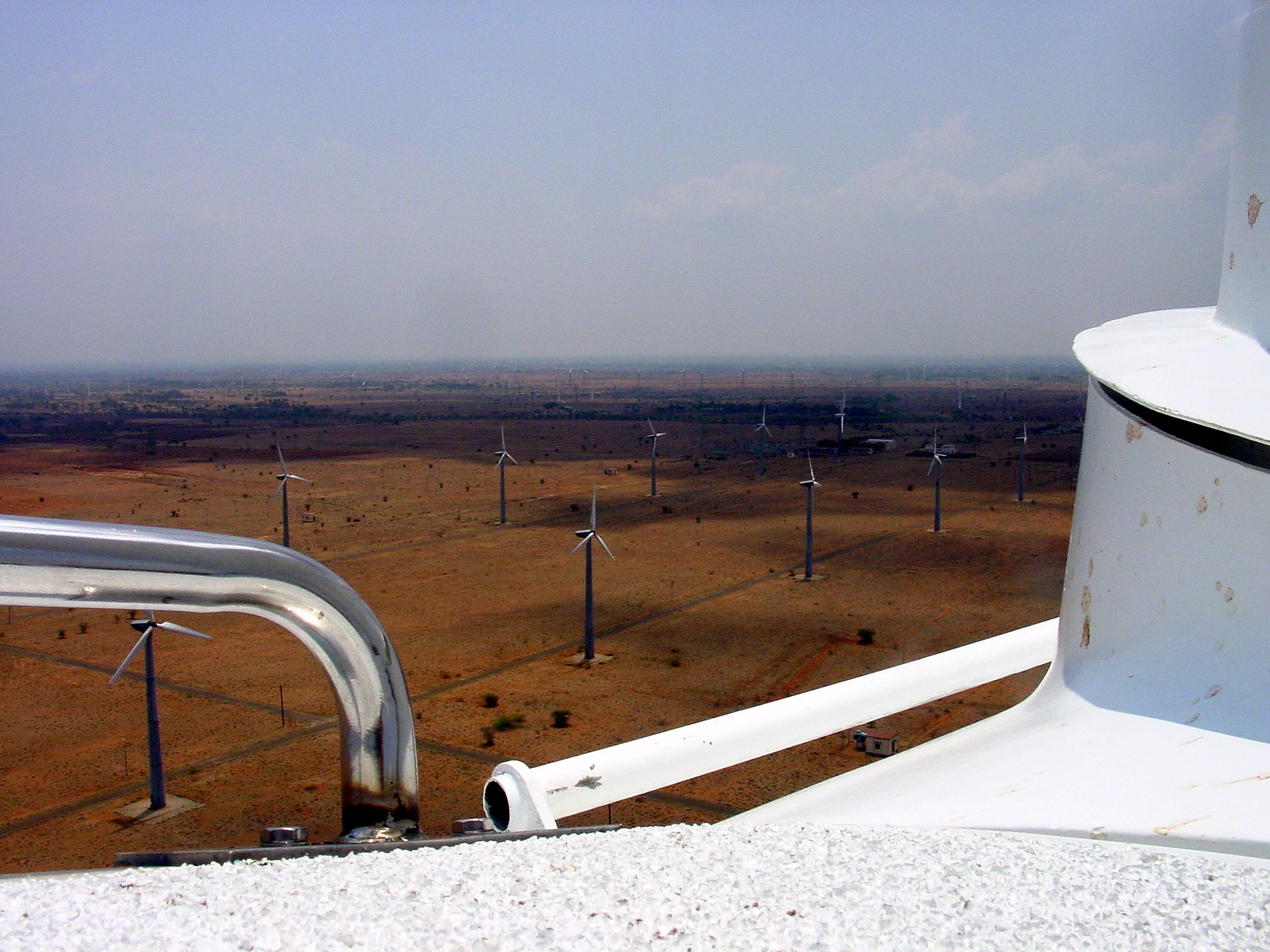

تُحدد سياسة الطاقة في الهند إلى حد كبير من خلال عجز الطاقة المتزايد في البلاد وزيادة التركيز على تطوير مصادر بديلة للطاقة، وخاصة الطاقة النووية والشمسية وطاقة الرياح. حققت الهند اكتفاءً ذاتيًا في مجال الطاقة بنسبة 63٪ عام 2017.
نما استهلاك الطاقة الأولية في الهند بنسبة 2.3٪ عام 2019، وهو ثالث أكبر معدل بعد الصين والولايات المتحدة بحصة عالمية تبلغ 5.8٪. بلغ إجمالي استهلاك الطاقة الأولية من الفحم (452.2 مليون طن نفط مكافئ؛ 55.88٪)، ومن النفط الخام (239.1 مليون طن نفط مكافئ؛ 29.55٪)، ومن الغاز الطبيعي (49.9 مليون طن نفط مكافئ؛ 6.17٪)، ومن الطاقة النووية (8.8 مليون طن نفط مكافئ؛ 1.09٪)، ومن الكهرباء المولدة باستخدام الماء (31.6 مليون طن نفط مكافئ؛ 3.91٪)، والطاقة المتجددة (27.5 طن نفط مكافئ؛ 3.40٪) حوالي 809.2 طن نفط مكافئ (باستثناء الطاقة المولدة من الكتلة الحيوية التقليدية) عام 2018. في نفس العام، بلغ صافي واردات الهند ما يقرب من 205.3 مليون طن من النفط الخام ومنتجاته، و 26.3 مليون طن من الغاز الطبيعي المسال و 141.7 مليون طن من الفحم، بإجمالي بلغ 373.3 مليون طن نفط مكافئ من الطاقة الأولية التي تعادل 46.13٪ من إجمالي استهلاك البلاد. تعتمد الهند إلى حد كبير على واردات الوقود الأحفوري لتلبية احتياجاتها من الطاقة، ومن المتوقع أن يتجاوز اعتمادها على هذه الواردات 53٪ من إجمالي استهلاكها بحلول عام 2030. يولد ما نسبته حوالي 80٪ من الكهرباء في الهند من الوقود الأحفوري. منذ نهاية عام 2015، كانت القدرة الهائلة لتوليد الطاقة متوقفة بسبب نقص الطلب على الكهرباء. تحتل الهند المرتبة الثانية بعد الصين في إنتاج الطاقة المتجددة بحوالي 208.7 مليون طن في عام 2016.
في 2017-2018، بلغ نصيب الفرد من استهلاك الطاقة 23.355 جيجا جول (0.558 طن نفط مكافئ) باستثناء استخدام الكتلة الحيوية التقليدية، وتبلغ كثافة الطاقة في الاقتصاد الهندي 0.2332 ميجا جول لكل روبية هندية. نظرًا للتوسع الاقتصادي السريع، تمتلك الهند أحد أسواق الطاقة الأسرع نموًا في العالم، ومن المتوقع أن تكون ثاني أكبر مساهم في زيادة الطلب العالمي على الطاقة بحلول عام 2035، إذ أنها تمثل 18٪ من الزيادة في استهلاك الطاقة العالمي. النظر إلى الطلب المتزايد على الطاقة في الهند ومحدودية احتياطيات النفط والغاز المحلية، فإن لدى البلاد خطط طموحة لتوسيع برنامج الطاقة النووية المتجددة. تملك الهند رابع أكبر سوق لطاقة الرياح في العالم وتخطط أيضًا لإضافة حوالي 100 ألف ميجاوات من قدرة الطاقة الشمسية بحلول عام 2020. تعتزم الهند أيضًا زيادة مساهمة الطاقة النووية في إجمالي قدرة توليد الكهرباء من 4.2٪ إلى 9٪ في غضون 25 عامًا. تمتلك الدولة خمسة مفاعلات نووية قيد الإنشاء (ثالث أكبر عدد مفاعلات في العالم) وتخطط لبناء 18 مفاعلًا نوويًا إضافيًا (ثاني أكبر عدد مفاعلات نووية في العالم) بحلول عام 2025. خلال عام 2018، بلغ إجمالي استثمار الهند في قطاع الطاقة 4.1٪ (75 مليار دولار أمريكي) من إجمالي استثمار عالمي بلغ 1.85 تريليون دولار أمريكي.
انخفضت تعريفة الطاقة الشمسية الكهروضوئية الهندية إلى 2.44 روبية (3.4 سنت أمريكي (لكل كيلو واط في الساعة في مايو 2017 وهو أقل سعر ضمن مجالات توليد الطاقة في الهند. في عام 2020، انخفضت التعريفة المقررة بالدولار الأمريكي للكهرباء الشمسية الكهروضوئية إلى 1.35 سنت/كيلوواط ساعة. كما انخفضت التعريفة الدولية لمحطات تخزين الطاقة الشمسية الحرارية إلى 0.063 دولار أمريكي/كيلوواط ساعة، وهو أرخص من محطات الوقود الأحفوري. لا تحتاج الطاقة الشمسية الهجينة الأرخص (مزيج من الطاقة الشمسية الكهروضوئية وطاقة التخزين الحرارية الشمسية) إلى توليد الطاقة المكلفة والملوثة التي تعمل بالفحم أو الغاز لضمان التشغيل المستقر للشبكة. سيصبح سعر الكهرباء الشمسية في الهند السعر القياسي لتحديد أسعار الوقود ومنتجات الطاقة الأخرى (المنتجات النفطية، والغاز الطبيعي أو الغاز الحيوي، والغاز الطبيعي المسال، والغاز الطبيعي المضغوط، وغاز البترول المسال، والفحم، والكتلة الحيوية، وما إلى ذلك) بناءً على مدى استخدامها ومزاياها.

## النفط والغاز
تحتل الهند المرتبة الثالثة في استهلاك النفط بواقع 212.7 مليون طن في عام 2016 بعد الولايات المتحدة الأمريكية والصين. خلال السنة التقويمية 2015، استوردت الهند 195.1 مليون طن من النفط الخام و 23.3 مليون طن من المنتجات النفطية المكررة وصدرت 55 مليون طن منها، إذ بنت قدرة تكرير ذات مستوى عالمي فائض باستخدام النفط الخام المستود. يقل صافي واردات النفط الخام بمقدار الربع بعد حساب الصادرات والواردات من المنتجات النفطية المكررة. بلغ إنتاج الغاز الطبيعي 29.2 مليار متر مكعب والاستهلاك 50.6 مليار متر مكعب خلال السنة التقويمية 2015.
خلال السنة المالية 2012-2013، بلغ إنتاج النفط الخام 37.86 مليون طن و 40679 مليون متر مكعب قياسي (حوالي 26.85 مليون طن) من الغاز الطبيعي. بلغ صافي الواردات من النفط الخام والمنتجات النفطية 146.70 مليون طن بقيمة 5611.40 مليار روبية، يشمل ذلك 9.534 مليون طن من واردات الغاز الطبيعي المسال بقيمة 282.15 مليار روبية. على المستوى الدولي، فإن سعر الغاز الطبيعي المسال (مليون وحدة حرارية بريطانية من الغاز الطبيعي المسال = 0.1724 برميل من النفط الخام = 24.36 مترًا مكعبًا من الغاز الطبيعي = 16 كغم من الغاز الطبيعي = 29.2 لتر من الديزل = 21.3 كيلوغرامًا من الغاز الطبيعي المسال) ثابت وهو أقل من سعر النفط الخام من حيث القيمة الحرارية. بحلول نهاية يونيو 2016، انخفض سعر الغاز الطبيعي المسال بنحو 50٪ عن سعر النفط المكافئ، ما جعله وقودًا اقتصاديًا أكثر من الديزل والغاز في قطاع النقل. في عام 2012-2013، استهلكت الهند 15.744 مليون طن من البنزين و 69.179 مليون طن من الديزل والتي أنتجت بشكل رئيسي من النفط الخام المستورد في سوق العملات الأجنبية الضخم. يعتبر استخدام الغاز الطبيعي للتدفئة والطبخ وتوليد الكهرباء أمرًا ليس اقتصاديًا، لأنه سيجري تحويل كمية كبيرة منه إلى غاز طبيعي مسال لاستخدامه في قطاع النقل لتقليل واردات النفط الخام. بالإضافة إلى إنتاج الغاز الطبيعي التقليدي، فإن تغويز الفحم، وميثان طبقة الفحم، وهضم الغاز الحيوي، والغاز الطبيعي المتجدد سيصبحون أيضًا مصدرًا للغاز الطبيعي المسال ما يشكل قاعدة لامركزية لإنتاج الغاز الطبيعي المسال لتلبية الطلب على نطاق واسع. هناك إمكانية لتحويل معظم المركبات الثقيلة (بما في ذلك محركات السكك الحديدية التي تعمل بالديزل) إلى مركبات تعمل بالوقود الطبيعي المسال لتقليل استهلاك الديزل بشكل كبير بتكلفة تشغيلية وتلوث أقل.